# راشد بن فاضل البنعلي
الربان والشاعر والمؤرخ راشد بن فاضل آل بن علي هو الشيخ راشد بن فاضل بن سيف بن فاضل بن محمد بن مقبل بن جمعه بن سيف ال بن علي يرجع نسبه إلى عتبه بن خفاف بن امرئ القيس بن بهثه بن سليم أحد أعلام أسرة آل بن علي السُلميه والتي تنتمي إلى حلف العتوب ومن العارفين بتاريخهم وأنسابهم ، ولد في مدينة الحد وتربى فيها، حيث تعلم مبادئ القراءة والكتابة والحساب، كما تلقى الفقه وعلوم اللغة على يد أحد العلماء المغاربة ممن أقاموا في المدينة المنورة، وقد تأسست معارفه العلمية بفنون ركوب البحر في قطر بعمر سبع عشرة سنه حتى صار رباناً مشهود له بالعلم والدراية وهو صاحب مؤلف (النايلة) أو مجاري الهداية، الذي يُعد من أشهر ما اعتمد عليه البحارة كدليل للإبحار بالسفن الشراعية بين المواني والجزر والقرى الواقعة على الخليج العربي.
كما عُرف راشد بن فاضل آل بن علي كشاعر قرض الشعر الفصيح النبطي، وأشتهر في اهتمامه في تدوين التاريخ فكان منهجة في التاريخ على عادة المؤرخين القدماء وله مؤلف أرخ حقبة تاريخية مهمه في منطقة الخليج العربي وهو كتاب مجموع الفضائل في فن النسب وتاريخ القبائل، حيث استند في العديد من مواضع كتابه إلى مصادر تاريخية موثوقه مثل العقد الفريد، سيرة ابن هشام، سبائك الذهب، حياة الحيوان، فتوح مكة وغيرها من امهات الكتب، وبالعدول الثقات من الرواة والمحدثين أهل التاريخ.